# Verbogen propeller

Verbogen propeller, Alexander Calder (1994), 7 World Trade Center achter (Vesey Street)

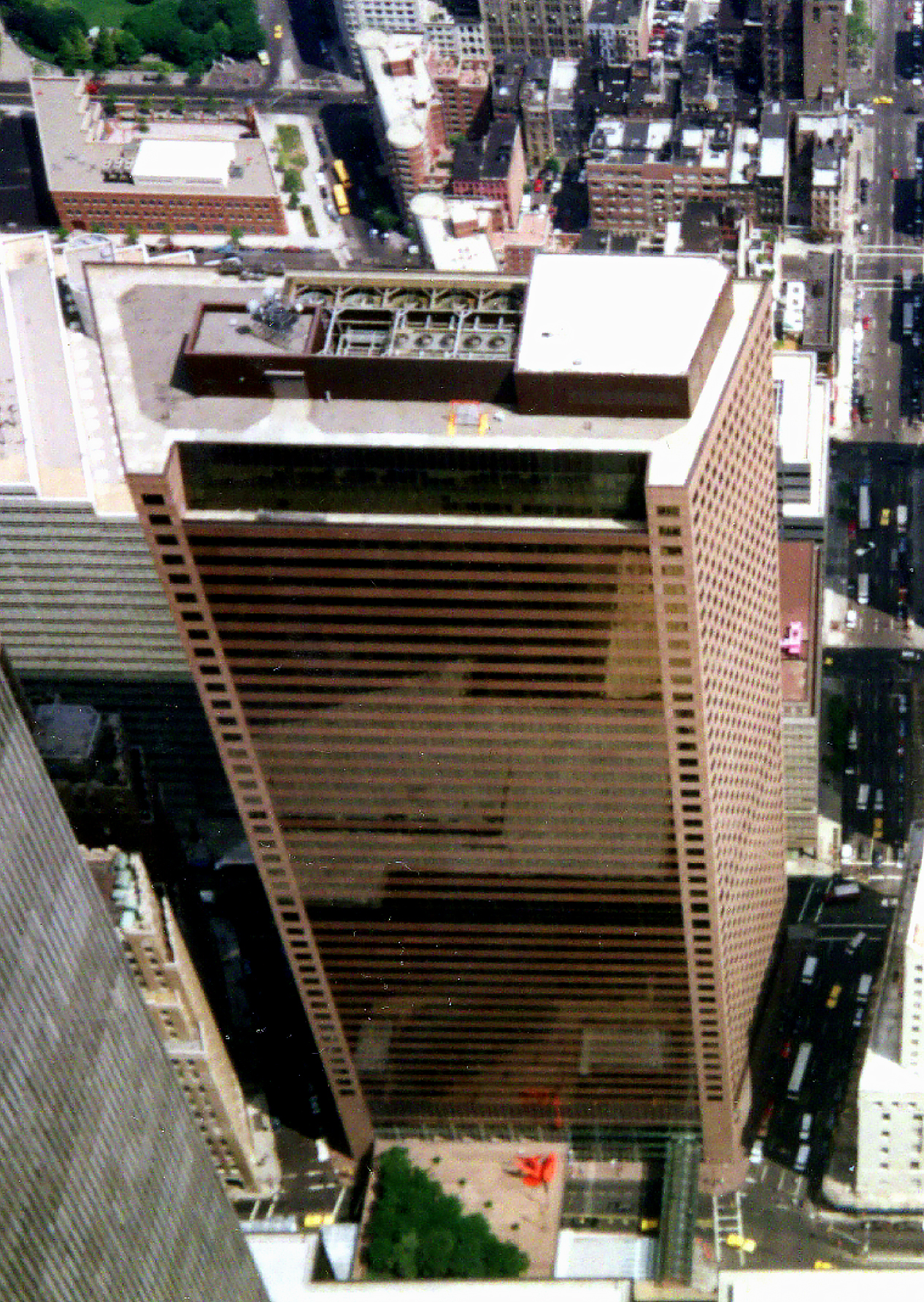
Luchtfoto van 7 World Trade Center vanuit de South Tower; met Calders Verbogen propeller (buitenplaats boven ingang)

Verbogen propeller (Engels: Bent Propeller, ook wel World Trade Center Stabile) was een sculptuur uit roestvrij staal van de Amerikaanse beeldhouwer Alexander Calder, uit 1969. De belangrijkste elementen van de sculptuur waren drie knalrode platen van gebogen metaal, die met elkaar verbonden waren zodat het werk statisch onder het eigen gewicht rustte.

## Historiek

### Bouw en ontwerp
Verbogen propeller werd door kunstenaar Alexander Calder een "stabile" ("stabiel" als zelfstandig naamwoord) genoemd, aangezien hij ervoor bekend stond vooral "mobiele" beelden te houwen. Bent Propeller representeerde een luchtschroef (propeller) van een schip. Zoals de meeste van Alexander Calders werken, werd ook dit werk door de artiest rood geschilderd. De sculptuur was meer dan zeven meter hoog.
Alexander Calder werd gekozen door de Port Authority of New York and New Jersey om een sculptuur te vervaardigen die samen met tal van andere kunstwerken door verschillende artiesten zou worden tentoongesteld aan het World Trade Center (Lower Manhattan, New York). 
Verbogen propeller stond tussen 1970 en 2001 langsheen het World Trade Center. Aanvankelijk posteerde men de sculptuur nabij de ingang van de North Tower (WTC 1 of One World Trade Center), een van de wolkenkrabbers befaamd als de 'Twin Towers'. 
In 1970 werd Verbogen propeller alweer verplaatst naar een plein tegenover het nog ongeplande 7 World Trade Center, aan Vesey Street. Verbogen propeller kwam finaal de laatste jaren te staan op een voetgangersbrug tussen het Six World Trade Center en het 7 World Trade Center, voltooid in 1987, wat feitelijk een buitenplaats was die over Vesey Street heen liep (1987–2001) en naar de andere WTC-gebouwen leidde.

### Vernietiging
De sculptuur werd grotendeels vernietigd tijdens de aanslagen op 11 september 2001 met de ineenstorting van het 7 World Trade Center. Een klein deel ervan is tegenwoordig nog wel te bezichtigen in het National September 11 Memorial & Museum.